# Slow Hands
Singles de Niall Horan
This Town Too Much To Ask
Slow Hands est une chanson du chanteur irlandais Niall Horan, apparaissant sur son premier album en solo Flicker. C'est le deuxième single du chanteur, sorti le 4 mai 2017.

## Composition
Slow Hands est une chanson funk, pop écrite en do majeur avec un tempo de 88 bpm,. 

## Performance
Niall Horan chante pour la première fois Slow Hands dans les émissions The Ellen DeGeneres Show  et The Tonight Show Starring Jimmy Fallon. Une performance sera donnée pour la BBC One pour The One Show. Slow Hands sera également chanté pour le Summertime ball 2017 produit par la radio Capital FM. 
Lors d'un concert de Taylor Swift à Londres, Niall Horan monte sur scène en tant qu'invité surprise et chante le single. 

## Certification
| Pays             | Certification | Ventes    |
| ---------------- | ------------- | --------- |
| Australie        | 5 × Platine   | 350,000   |
| Belgique         | Or            | 15,000    |
| Brésil           | Platine       | 40,000    |
| Canada           | 5 × Platine   | 400,000   |
| Danemark         | Platine       | 90,000    |
| États-Unis       | 3 × Platine   | 3,000,000 |
| Irlande          | 3 × Platine   | 45,000    |
| Italie           | Or            | 25,000    |
| Mexique          | Platine       | 60,000    |
| Norvège          | Or            | 3,000,000 |
| Nouvelle-Zélande | Platine       | 30,000    |
| Pays-Bas         | Platine       | 40,000    |
| Royaume-Uni      | Platine       | 600,000   |
| Suède            | Or            | 20,000    |